# Голливудский зоопарк
«Голливудский зоопарк» (англ.  The Hollywood Zoo) — роман-бестселлер 1971 года американской писательницы Джеки Коллинз. Третий роман Джеки Коллинз, психологический триллер. 

## Описание сюжета
Действие происходит во второй половине двадцатого века в Америке и  Лондоне.
40-летний Чарли Брик — звезда Голливуда, его знает вся Америка. Чарли заработал немало денег и мог бы не работать до конца жизни. Для него это была приятная мысль.
Санди Симмонс — молодая актриса, приехавшая в Голливуд из Европы, где пользовалась немалой популярностью.
У обоих сложная судьба и непростое прошлое. По воле случая (и Джеки Коллинз) их жизненные пути пересекаются: сексуальный маньяк, преследующий голливудских актрис, похищает Санди, а Чарли Брик становится невольным свидетелем этого похищения. Чарли пытается спасти Санди Симмонс, и ему это удаётся. В финале романа они счастливы друг с другом.